# Centre d'Esports Sabadell Fútbol Club
Il Centre d'Esports Sabadell Club de Futbol, meglio noto semplicemente come Sabadell, è una società calcistica spagnola con sede nella città di Sabadell. Milita nella Segunda Federación, la quarta serie del campionato spagnolo di calcio.
È considerata la terza squadra più prestigiosa della Catalogna.

## Storia
Fondato nel 1903, il club conobbe l'apice della sua storia nel periodo degli albori del campionato spagnolo di calcio, vincendo un titolo nel 1913, quando il torneo non aveva ancora però carattere nazionale. Successivamente militò per 14 stagioni in Primera Divisiòn tra il 1944 e il 1988 e per 39 stagioni in Segunda Divisiòn tra il 1933 e il 1993; raggiunse inoltre una finale di Coppa del Re nel 1935, mentre al 1969-70 risale la sua unica esperienza internazionale, con la partecipazione all'edizione della Coppa delle Fiere di quell'anno.
Nella stagione 2010-2011 milita in Segunda División B, terza categoria del campionato spagnolo. A fine campionato, viene promosso in Segunda División.

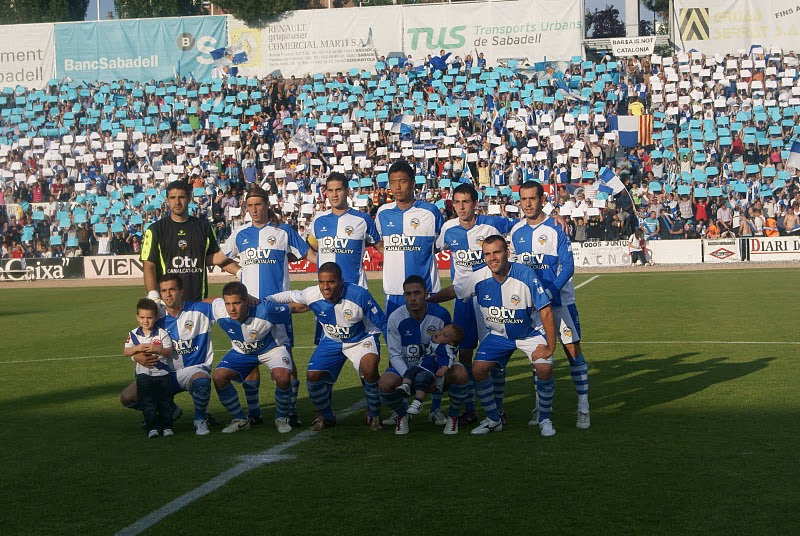
La formazione del Sabadell prima della partita contro l'Eibar (2010)

## Palmarès

### Competizioni nazionali
- Segunda División: 1

1941-1942 (gruppo II)
- Segunda División B: 2

1983-1984, 2010-2011
- Copa Federación de España: 1

1999-2000

### Competizioni regionali
- Campionato catalano di calcio: 1

1933-1934
- Copa Catalunya: 1

2015-2016

## Statistiche e record
- 14 Stagioni in Primera División
- 43 Stagioni in Segunda División
- 22 Stagioni in Segunda División B
- 8 stagioni in Tercera División
- 1 stagione in Coppa delle Fiere

## Organico

### Rosa 2023-2024
Rosa aggiornata al 7 dicembre 2023
| N. |                   | Ruolo | Calciatore               |
| -- | ----------------- | ----- | ------------------------ |
| 1  | Spagna (bandiera) | P     | Froilán Leal             |
| 2  | Spagna (bandiera) | D     | Antonio Sánchez          |
| 3  | Spagna (bandiera) | D     | Juanmi Carrión           |
| 4  | Spagna (bandiera) | D     | Ricard Pujol             |
| 5  | Spagna (bandiera) | D     | Pau Resta                |
| 6  | Spagna (bandiera) | C     | Carlos Beitia            |
| 7  | Spagna (bandiera) | A     | Antonio Moyano           |
| 8  | Spagna (bandiera) | C     | Álex Gualda              |
| 9  | Spagna (bandiera) | A     | Manel Martínez           |
| 10 | Spagna (bandiera) | C     | Cristian Herrera         |
| 11 | Spagna (bandiera) | C     | David Astals             |
| 12 | Spagna (bandiera) | C     | Marc Doménech            |
| 13 | Spagna (bandiera) | P     | Adrián Ortolá (capitano) |

| N. |                         | Ruolo | Calciatore          |
| -- | ----------------------- | ----- | ------------------- |
| 14 | Spagna (bandiera)       | C     | Marcos Baselga      |
| 15 | Spagna (bandiera)       | D     | Jon Ander Amelibia  |
| 16 | Spagna (bandiera)       | D     | Toni Herrero        |
| 17 | Ucraina (bandiera)      | A     | Vladyslav Kopotun   |
| 19 | Spagna (bandiera)       | C     | Nando García        |
| 20 | Spagna (bandiera)       | C     | Raúl Baena          |
| 21 | Spagna (bandiera)       | C     | Fran Callejón       |
| 22 | Spagna (bandiera)       | A     | Guillem Naranjo     |
| 23 | Spagna (bandiera)       | D     | Pablo Monroy        |
| 24 | Burkina Faso (bandiera) | P     | Sebastien Koula Tou |
| 26 | Spagna (bandiera)       | C     | Sander Ballero      |
|    | Spagna (bandiera)       | C     | Javi Gómez          |

### Rosa 2020-2021
Rosa aggiornata al 1º aprile 2021
| N. |                   | Ruolo | Calciatore                |
| -- | ----------------- | ----- | ------------------------- |
| 1  | Spagna (bandiera) | P     | Ian Mackay                |
| 2  | Spagna (bandiera) | A     | Stoichkov                 |
| 3  | Spagna (bandiera) | D     | Josu Ozkoidi              |
| 4  | Spagna (bandiera) | D     | Aleix Coch                |
| 5  | Spagna (bandiera) | D     | Jaime Sánchez             |
| 6  | Spagna (bandiera) | C     | Ángel Martínez (capitano) |
| 7  | Spagna (bandiera) | A     | Héber Pena                |
| 8  | Spagna (bandiera) | C     | Adri Cuevas               |
| 9  | Spagna (bandiera) | A     | Juan Hernández            |
| 10 | Spagna (bandiera) | A     | Édgar Hernández           |
| 11 | Spagna (bandiera) | A     | Néstor Querol             |
| 12 | Spagna (bandiera) | D     | Oscar Rubio               |
| 13 | Spagna (bandiera) | P     | Diego Fuoli               |

| N. |                    | Ruolo | Calciatore       |
| -- | ------------------ | ----- | ---------------- |
| 14 | Spagna (bandiera)  | C     | Antonio Romero   |
| 15 | Spagna (bandiera)  | D     | Juan Ibiza       |
| 16 | Spagna (bandiera)  | C     | Xavi Boniquet    |
| 17 | Spagna (bandiera)  | A     | Víctor García    |
| 18 | Spagna (bandiera)  | D     | Pedro Capó       |
| 19 | Spagna (bandiera)  | A     | Gorka Guruzeta   |
| 20 | Spagna (bandiera)  | D     | Gregorio Sierra  |
| 21 | Spagna (bandiera)  | C     | Aarón Rey        |
| 22 | Francia (bandiera) | D     | Pierre Cornud    |
| 23 | Spagna (bandiera)  | C     | Iker Undabarrena |
| 24 | Spagna (bandiera)  | A     | Álvaro Vázquez   |
| 31 | Spagna (bandiera)  | P     | Froilán Leal     |

### Rosa delle stagioni precedenti
- 2011-2012
- 2012-2013
- 2013-2014
- 2014-2015